# Landkreis Oberspreewald-Lausitz
Landkreis Oberspreewald-Lausitz, (Nedresorbisk Wokrejs Gorne Błota-Łužyca; Øvresorbisk Wokrjes Hornjo Błota-Łužica), er en landkreis i den sydlige del af den tyske delstat Brandenburg. Administrationsby er Senftenberg. Nabokreise er mod vest Landkreis Elbe-Elster, mod nord Landkreis Dahme-Spreewald,mod øst Landkreis Spree-Neiße og mod syd de sachsiske landkreise Kamenz og Riesa-Großenhain.

## Geografi
Landkreis Oberspreewald-Lausitz ligger i den sydlige del af Brandenburg. Den ligger i en højde på mellem 56 og 201 meter over havet. Det højeste bjerg i kreisen er Kutschenberg på 201 meter der også er det næsthøjeste i Brandenburg. I syd ligger Oberlausitz og Lausitzer Bergland, midt i kreisen Niederlausitz med floddalen til Schwarze Elster og Lausitzer Grenzwall og mod nord Obere Spreewald.

## Byer og kommuner
Efter kommunalreformen 2003 består kreisen af 25 kommuner, herunder 9 byer. Seks kommuner er tosprogede, tysk og niedersorbisk, og har det officielle bynavn på begge sprog. 
Kreisen havde 110476  indbyggere pr.  2018-12-31

| Byer ¹ amtstilhørende byer 1. Calau – Kalawa (7769) 2. Großräschen – Rań (8572) 3. Lauchhammer (14622) 4. Lübbenau/Spreewald – Lubnjow/Błota (16021) 5. Ortrand ¹ (2067) 6. Ruhland ¹ (3672) 7. Schwarzheide (5652) 8. Senftenberg – Zły Komorow (24275) 9. Vetschau/Spreewald – Wětošow/Błota (8103) Amtsfri kommune 1. Schipkau (6703) Amter med tilhørende kommuner 1. Altdöbern (5607) 1. Altdöbern (2435) 2. Bronkow (594) 3. Luckaitztal (787) 4. Neupetershain – Nowe Wiki (1191) 5. Neu-Seeland – Nowa Jazorina (600) | 2. Ortrand (6030) 1. Frauendorf (680) 2. Großkmehlen (1057) 3. Kroppen (696) 4. Lindenau (755) 5. Ortrand, Stadt (2067) 6. Tettau (775) 3. Ruhland (7122) 1. Grünewald (523) 2. Guteborn (515) 3. Hermsdorf (789) 4. Hohenbocka (967) 5. Ruhland, Stadt (3672) 6. Schwarzbach (656) |